# TestLink
Testlink je nástroj pro správu a organizaci testování software. Projekt je zdarma i pro komerční využití pod licencí GPL. Nástroj obsahuje komponenty pro psaní test specifikace, softwarových požadavků (requirements), výsledky testů a reportování. Nástroj spolupracuje se známými programy pro správu chyb (bug tracking).
Seznam funkcí
- Webový interface (Mozilla, Firefox, IE)
- Uživatelé mají definované role
- Testy jsou organizovány v hierarchické struktuře
- Uživatelé mohou přiřazovat klíčová slova a definovatelné pole
- Testy mohou být prioritizovány a přiřazeny testerům
- Několik reportů je možno exportovat do formátů HTML, MS Word nebo MS Excel, či poslat emailem
- Lokalizace do několika jazyků
- Lze integrovat s bug-trackingovacími systémy:
  - Bugzilla 0.19.1 and higher minor version
  - MantisBT 1.0.1 and higher minor version
  - JIRA 3.1.1 and higher minor version
  - TrackPlus 3.3 and higher minor version
  - Eventum 2.0 and higher minor version
  - Trac 0.10 and higher minor version
  - Fogbugz 3.1.9 and higher minor version
  - Gforce (unknown version)
  - Redmine 0.6.3 and higher minor version

## Základní pojmy
Test Case (Testovací případ)
Test Case popisuje testovací úkol po částech (akce, scénář) a očekávané výsledky. Definuje postup otestování požadavku - to znamená popsat, co je očekáváno na vstupu, zpracování, co je očekáváno na výstupu. Testovací případy jsou základními prvky TestLinku.
Test Suite (Sada testů)
Test Suite (Test Case Suite) organizuje testovací případy do vyšších jednotek. Sadu testů lze považovat za ekvivalent tzv. testovacího scénáře.
Test Plan (Testovací plán)
Testovací plán je vytvářen, když je potřeba provést testovací případy. Testovací plány mohou být sestaveny ze sad testů (resp. z testovacích případů) z aktuálního testovacího projektu. Testovací plán obsahuje např. informace jako: vlastnosti, které budou testovány, průběh testů, přerušení testů, milníky, výstupy z testování, harmonogram testování, rizika, souhlas s testování, požadavky na zdroje, odpovědnosti, personální zajištění aj.
Test Project (Testovací projekt)
Testovací projekt může mít mnoho verzí v celé své životnosti.
Test Projekt zahrnuje specifikace testování s testovacími případy, požadavky a klíčová slova. Uživatelům v rámci projektu jsou definovány role.
User (Uživatel)
Každý uživatel TestLinku má roli, která definuje dostupné funkce v TestLinku.